# Tobachironomus tobaprimus
Tobachironomus tobaprimus är en tvåvingeart som beskrevs av Akio Kikuchi och Sasa 1990. Tobachironomus tobaprimus ingår i släktet Tobachironomus och familjen fjädermyggor. Inga underarter finns listade i Catalogue of Life.